# 11868 Kleinrichert
11868 Kleinrichert este un asteroid din centura principală de asteroizi.

## Descriere
11868 Kleinrichert este un asteroid din centura principală de asteroizi. A fost descoperit pe 2 octombrie 1989 la McGraw-Hill de Richard Binzel. Asteroidul prezintă o orbită caracterizată de o semiaxă mare de 2,98 ua, o excentricitate de 0,14 și o înclinație de 9,2° în raport cu ecliptica.